# Шибаева, Мария
Мария Шибаева (лит. Marija Šibajeva; род. 10 апреля 2002, Клайпеда) — литовская шахматистка, чемпионка Литвы по шахматам (2019), мастер ФИДЕ среди женщин (2018).

## Биография
Воспитанница шахматный школы города Клайпеда. Многократная победительница юношеских чемпионатов Литвы по шахматам среди девушек в разных возрастных группах:
- в 2010 году в возрастной группе U10[1],
- в 2013 году в возрастной группе U14[2],
- в 2014 году в возрастной группе U12[3],
- в 2015 году в возрастной группе U12[4],
- в 2016 году в возрастной группе U14[5],
- в 2018 году в возрастной группе U16[6].

Многократно представляла Литву на юношеских чемпионатах Европы и на юношеских чемпионатах мира по шахматам среди девушек в разных возрастных группах, в которых лучший результат показала в 2012 году в Праге, когда на юношеском чемпионате Европы заняла 15-е место в возрастной группе U10 среди девушек.
Мария Шибаева также занимала призовые места в мужских чемпионатах Клайпеды по шахматам: в 2016 она была второй, а в 2018 и в 2019 году заняла 3-е место.
В 2017 году в Риге участвовала в чемпионате Европы по шахматам среди женщин.
В 2019 году Мария Шибаева победила в чемпионате Литвы по шахматам среди женщин.
Представляла Литву на шахматной олимпиаде (2018).